# Дилянкови
Дилянкови или Валерианови (Valerianaceae) е семейство двусемеделни основно тревисти растения. Някои видове са храсти или храстообразни. Имат дребни цветчета и образуват съцветия, от корените на част от видовете се извличат ароматни масла за използване в медицината и парфюмерията.
Разпространени са основно в Средиземноморието, в умерените и студени райони на Евразия и Северна Америка, и в Андите в Южна Америка (карта).

## Таксономия
Според различни източници се разделя на осем или четиринадесет рода и няколко родови синонима. Включва над 400 вида, от които над 200 вида са в рода Valeriana и над 80 вида в рода Valerianella.
Чарлс Бел и Майкъл Донахю дават едно от обясненията на това разминаване (цитирано от проект „Дърво на живота“): в традиционно приетите три родови вида Patrinieae, Triplostegieae и Valerianeae (Graebner, 1906), много автори различават 14 рода – два в Patrinieae (Patrinia и Nardostachys), единствен род (Triplostegia) в Triplostegieae, и 11 рода във Valerianeae, разделени на пет групи. Освен Valeriana в Южна Америка са разпространени още шест рода (Aretiastrum, Astrephia, Belonanthus, Phuodendron, Phyllactis и Stangea), които според някои изследователи трябва да се слеят.
Непълен списък на видовете с някои български наименования:
- Aligera
  - Aligera rubens
- Aretiastrum
- Astrephia
- Belonanthus
- Centranthus – кентрантус
  - Centranthus calcitrapa
  - Centranthus kellererii – келереров кентрантус
  - Centranthus ruber
- Fedia (Siphonella)
  - Fedia cornucopiae
- Nardostachys – нард
  - Nardostachys grandiflora
  - Nardostachys jatamansi
- Patrinia
- Phuodendron
- Phyllactis
  - Phyllactis rigida
- Plectritis
  - Plectritis ciliosa
  - Plectritis congesta
- Pseudobetckea
- Stangea
- Triplostegia
  - Triplostegia glandulifera
- Valeriana (Linnaeus) – дилянка, валериана
  - Valeriana bulbosa
  - Valeriana capensis
  - Valeriana chaerophylloides
  - Valeriana denudata
  - Valeriana dioica
  - Valeriana edulis
  - Valeriana hirtella
  - Valeriana mexicana
  - Valeriana microphylla
  - Valeriana montana
  - Valeriana officinalis – лечебна дилянка
  - Valeriana pavonii
  - Valeriana remota
  - Valeriana rigida
  - Valeriana saliunca
  - Valeriana saxatilis
  - Valeriana scandens
  - Valeriana supina
  - Valeriana tripteris – трикрилна дилянка
  - Valeriana tuberosa – грудеста дилянка
- Valerianella – мотовилка
  - Valerianella carinata – ладиопладна мотовилка
  - Valerianella coronata
  - Valerianella dentata
  - Valerianella eriocarpa (= Fedia eriocarpa)
  - Valerianella locusta – градинска салата, полска (кълнова) салата
  - Valerianella turgida – подутоплодна мотовилка